# قرار مجلس الأمن التابع للأمم المتحدة رقم 1962
قرار مجلس الأمن التابع للأمم المتحدة رقم 1962، الذي اتخذ بالإجماع في 20 ديسمبر 2010، بعد أن ذكر بالقرارات السابقة بشأن الحالة في كوت ديفوار (ساحل العاج)، بما فيها القرارات 1893 (2009)، 1911 (2010)، 1924 (2010)، 1933 (2010) و1942 (2010) و1946 (2010) و1951 (2010)، مدد المجلس ولاية عملية الأمم المتحدة في كوت ديفوار حتى 30 يونيو 2011 وحث جميع الأطراف الإيفوارية على احترام نتيجة الانتخابات الرئاسية والاعتراف بالحسن واتارا رئيسا.
تم تمديد ولاية عملية الأمم المتحدة في كوت ديفوار على الرغم من مطالبة لوران غباغبو بمغادرة البلاد.

## القرار

### أعمال
دعا المجلس، عملاً بالفصل السابع من ميثاق الأمم المتحدة، الأطراف الإيفوارية إلى احترام إرادة الشعب نتيجة الانتخابات، بالنظر إلى اعتراف الجماعة الاقتصادية لدول غرب أفريقيا والاتحاد الأفريقي باتارا كرئيس منتخب لكوت ديفوار. وطُلب من الأمين العام بان كي مون تسهيل الحوار بين الأطراف الإيفوارية.
وفي غضون ذلك، تم تجديد ولاية عملية الأمم المتحدة في كوت ديفوار حتى 30 يونيو 2011 بقوام إجمالي يبلغ 8650 فردًا. وسيتم أيضا نشر 500 فرد إضافي، حتى 31 آذار / مارس 2011 وستبقى وحدة إضافية من بعثة الأمم المتحدة في ليبيريا في كوت ديفوار لمدة أربعة أسابيع إضافية.
أخيرًا، تم تمديد تفويض القوات الفرنسية الداعمة حتى 30 يونيو 2011، وطلب من الأمين العام مراقبة الوضع عن كثب.